# Nail Omerović
Nail Omerović (Tuzla, 20 de octubre de 2002) es un futbolista bosnio que juega en la demarcación de centrocampista para el NK Osijek de la Primera Liga de Croacia.

## Selección nacional
Tras jugar en las categorías inferiores de la selección, finalmente hizo su debut con la selección absoluta de Bosnia y Herzegovina el 14 de octubre de 2024 en un partido de la Liga de Naciones de la UEFA 2024-25 contra Hungría que finalizó con un resultado de 0-2 a favor del combinado húngaro tras un doblete de Dominik Szoboszlai.

## Clubes
| Club             | País                 | Año       | Partidos | Goles |
| ---------------- | -------------------- | --------- | -------- | ----- |
| FK Sloboda Tuzla | Bosnia y Herzegovina | 2020-2021 | 3        | 0     |
| NK Osijek II     | Croacia              | 2021-2022 | 25       | 4     |
| NK Osijek        | Croacia              | 2022-     | 90       | 5     |